# El circo de Capulina
El circo de Capulina es una película de comedia y aventura mexicana de 1978, producida y escrita por Alfredo Zacarías, dirigida por Gilberto Martínez Solares, y protagonizada por Gaspar Henaine «Capulina», Alicia Encinas y Rosa Gloria Chagoyán. Esta película es considerada como secuela directa de una anterior película filmada por Viruta y Capulina, Angelitos del trapecio (1959), y está basada en la serie de televisión, El gran circo de Capulina, estrenada el 1 de enero de 1975, y fue filmada en la ciudad de Monterrey, Nuevo León, México, cuyas escenas sobre los espectáculos circenses son similares y/o diferentes que en la posterior película El rey de Monterrey (1981).Esta fue la última parte en que Capulina actúa junto a Encinas.

## Trama
Dos usureros quieren quitarle un terreno a la joven Delia (Rosa Gloria Chagoyán) porque saben que un coronel revolucionario enterró allí un tesoro. Ella pide auxilio a su tío, el campesino Capulina, que al sembrar es atacado por hombres pagados por los usureros, pero llega Franco Berossini, un domador que los vence. Él y su hermana Diana (Alicia Encinas) rentan el terreno para montar un circo italiano. Los usureros al ver la asociación de Capulina y Delia con los cirqueros arman una serie de sabotajes para quedarse con las ganancias de las funciones y desde luego con el terreno.

## Reparto
- Gaspar Henaine como Capulina.
- Alicia Encinas como Diana.
- Rosa Gloria Chagoyán como Delia.
- Humberto Elizondo
- Carlos Bravo y Fernández
- Eduardo Alcaraz
- Paco Sañudo
- Armando Sáenz
- Franco Berossini
- Juan Garza
- Jesús González Leal
- Julián Niño
- Fulvio Sotomayor